# Trou Miette
Le trou Miette est une cavité naturelle située dans la commune de Méailles, massif du Pelat, département des Alpes-de-Haute-Provence.

## Spéléométrie
La dénivellation du trou Miette est de 25 m pour un développement de 250 m.

## Géologie
Le trou se développe dans les calcaires du Nummulitique (Éocène).
Il s’agit d’un tronçon de rivière souterraine dont l’amont a été décapité. En effet, les coups de gouge montrent que le sens de courant va de l’entrée vers le fond (-25 m). La morphologie générale de la cavité est celle d’un méandre en « trou de serrure », avec au début des banquettes (encoches pariétales) et vers la fin un franc surcreusement en méandre.

## Explorations
La cavité est connue depuis très longtemps, elle est topographiée par Yves Créac’h  le 26 mars 1951, puis par D. Fabre le 1er mai 1980. Vers 1985, Michel Isnard aurait dépassé le terminus et fait une centaine de mètres de plus.